# Stormning
Stormning  är  i en strid den sista avgörande framryckningen för att fördriva fienden från den plats som man vill sätta sig i besittning av.

## Några kända stormningar
- Belägringen av Novgorod 1611
- Stormningen av Fredriksodde
- Stormningen av Köpenhamn